# Adolphe-Auguste Lepotier
Adolphe-Auguste Lepotier (Nantes, 1er février 1898-Paris, 18 août 1978) est un officier de marine et écrivain français. 

## Biographie
Il entre dans la marine comme matelot en avril 1917. Quartier-maître de la canonnière Batailleuse à Rochefort, il devient en avril 1918, second maître et entre en 1919 à l’École des élèves officiers de marine. 
Enseigne de vaisseau de 2e classe (octobre 1919), il embarque sur le croiseur cuirassé Marseillaise dans l'Atlantique puis passe sur l'aviso hydrographe Beautemps-Beaupré en Syrie. 
Promu enseigne de 1re classe (octobre 1921), il sert en janvier 1922 sur le Lapérouse à la mission hydrographique de l'Indochine et à celle de Madagascar (mai 1924) sur l'aviso Bellatrix. Il y obtient des félicitations du ministre. 
En septembre 1925, il est sur le Quentin-Roosevelt à la station de la Manche puis fait en 1926 l’École supérieure d'électricité. Lieutenant de vaisseau (novembre 1926), il est breveté transmetteur et devient chef du service transmissions sur le croiseur La Motte-Picquet en escadre de l'Atlantique en décembre 1927. 
Professeur de navigation à l'École navale (septembre 1929), il est félicité par le ministre pour la qualité de son enseignement. En octobre 1931, il est nommé chef du service transmissions du Dupleix puis sert à l'état-major de la 1re escadre (1932) avant d'entrer en octobre de la même année à l’École de guerre navale dont il sort breveté avec un témoignage officiel de satisfaction. Il est alors envoyé à l'état-major de la 8e division légère sur le Chacal (1933) puis à la 6e division sur le Bison (1934). 
Officier de manœuvre sur le cuirassé Provence (novembre 1935), affecté au 3e bureau de l’État-major général où il est chargé des questions de tactique et d’entraînement, il est promu capitaine de corvette en juin 1937. En août 1938, il commande le torpilleur Trombe et se fait remarquer durant la campagne de 1940 où il est cité pour son excellente défense contre les attaques aériennes des 12 et 19 juin 1940. 
Le 3 juillet 1940, il parvient à quitter Mers el-Kébir après l'attaque britannique. Capitaine de frégate (novembre 1940), il travaille à la direction du port de Casablanca et passe à l'état-major de la marine au Maroc. Commandant du Tempête et de la 6e division de torpilleurs en Méditerranée, il se distingue pendant les opérations de libération de la Corse en assurant la responsabilité de quarante convois. 
Le 20 avril 1944, il réussit brillamment par ses manœuvres et son tir précis, à éparpiller les formations de bombardiers allemands qui l'attaquaient et sauve les passagers du paquebot torpillé El-Biar. En août, il prend part au débarquement de Provence. 
Capitaine de vaisseau (février 1945), chef d'état-major de l'inspection générale des forces maritimes, il commande en août 1945 le croiseur Montcalm puis est nommé en septembre 1946, chef du 3e bureau de l’État-major général. 
Chef de la section militaire de l'Institut des hautes études de la défense nationale (octobre 1948), il est chargé d'y enseigner les opérations combinées et la géostratégie.
Conférencier renommé, il est promu contre-amiral en octobre 1952, commande le secteur de Brest, est nommé major général dans la même ville en juillet 1953 et prend sa retraite en octobre 1954. 
Il meurt le 18 août 1978 au sein de l'Hôpital Notre Dame Du Bon Secours dans le 14e arrondissement de Paris.

## Œuvres
Élu à l'Académie de marine en janvier 1956, on lui doit de nombreux ouvrages :
- Corsaire du Sud, 1936
- Mer contre terre, 1945
- La Guerre moderne dans les trois dimensions, 1949
- Cap sur la Corse, 1952
- Raids sur la mer, 1953
- Commando dans la Gironde, 1957
- Les Russes en Amérique, 1958
- L'Aventure aéro-polaire, Editions France-Empire, Paris, 1958
- La Bataille de l'or, 1960
- Les Fusiliers marins, 1962
- Le Premier Tour du monde sous les mers, 1963
- Bateaux-pièges, 1964
- Les Derniers Cuirassés, 1967
- Les Derniers Torpilleurs, 1969

Lepotier est aussi l'auteur de nombreuses études historiques sur les grands ports : Bizerte, Brest, Lorient, Toulon, Cherbourg, Dunkerque et Marseille. 

## Récompenses et distinctions
- Commandeur de la Légion d'honneur[2].
- Grand officier de l'ordre national du Mérite (1970)[3]
- Mérite maritime.